# Eduard Strauss
Eduard Strauss ou Strauß (Leopoldstadt, Viena, 15 de março de 1835 – Viena, 28 de dezembro de 1916) foi um compositor austríaco, irmão de Johann Strauss II e Josef Strauss.

## Vida
Eduard Strauss, criou um estilo próprio e não tentou imitar as obras dos seus irmãos ou de seus contemporâneos. Foi principalmente lembrado e reconhecido como um maestro rigoroso, sua popularidade foi ensombrada pelo de seus irmãos. Percebendo isso, carimbou a sua própria marca com a polca rápida, conhecida na língua alemã como "polka-Schnell". Entre os mais populares polcas, foram "Bahn Frei!", op. 45, "Ausser Rand und Band", op.168, e "Ohne Bremse", op. 238.
Eduard Strauss casou com Maria Klenkhart em 8 de janeiro, de 1863, tiveram dois filhos, Johann Strauss III e Josef Eduard Strauss. O filho mais velho, Johann Strauss III, foi o seguidor do trabalho da família pelo século XX. O Neto, Eduard Strauss II foi um maestro.
Eduard Strauss fez a sua última "turnê" de sua carreira musical pela América do Norte em 1899 e em 1901, logo após dissolveu a Orquestra Strauss, e incenerou as obras de seu irmão Johann Strauss II ao seu pedido. Retornou à Viena, e aposentou-se de vida artistica, vindo a escrever seu livro de memórias de sua familia, "Erinnerungen". Morreu em 28 de dezembro de 1916 em Viena, sendo sepultado dia 3 de Janeiro de 1917 no cemitério central de Viena.

## Obras
- Ideal Polka-française op. 1 (1863)
- Bahn Frei! ('Nos trilhos!') Polka-schnell op.45
- In Künstlerkreisen ('Nos Circulos Artisiticos') Polka-française op. 47
- Mit Dampf! ('No Vapor!') Polka-schnell op.70
- Auf und Davon! ('Acima e Avante') Polka-schnell op.73
- Fesche Geister ('Espirito de Fesche') valsa op. 75
- Doctrinen ('Doutrinas) valsa op. 79
- Interpretationen ('Interpretações') waltz op.97
- Ohne Aufenthalt ('Sem paragens!') Polka-schnell op.112
- Carmen-Quadrille (com temas de Carmen de Georges Bizet) op.134
- Das Leben ist doch Schön ('A vida é bela') waltz op.150
- Leuchtkäferln, valsa op.161
- Ausser Rand und Band ('Fora de Controle') Polka-Schnell op.168
- Krone und Schleier ('Coroa e véu') valsa op.200
- Mit Chic! ('Com estilo') Polka-schnell op.221
- Mit Vergnügen! ('Com prazer!') Polka-schnell op.228
- Ohne Bremse ('Sem parar') Polka-schnell op.238

## Outras
- Trifoilen waltz, ('Tres folhas') (com Johann II e Josef Strauss) (1865)
- Schützen quadrille, ('Bom atirador') (com Johann II e Josef Strauss) (1866)